# سوپسا
سوپسا (به گرجی: სუფსა) یکی از شهرهای گرجستان است. این شهر بندری در غرب کشور و بر کرانهٔ دریای سیاه جای دارد. سوپسا پایانهٔ غربی خط لولهٔ نفتی از جمهوری آذربایجان و میدان‌های نفتی دریای خزر است.

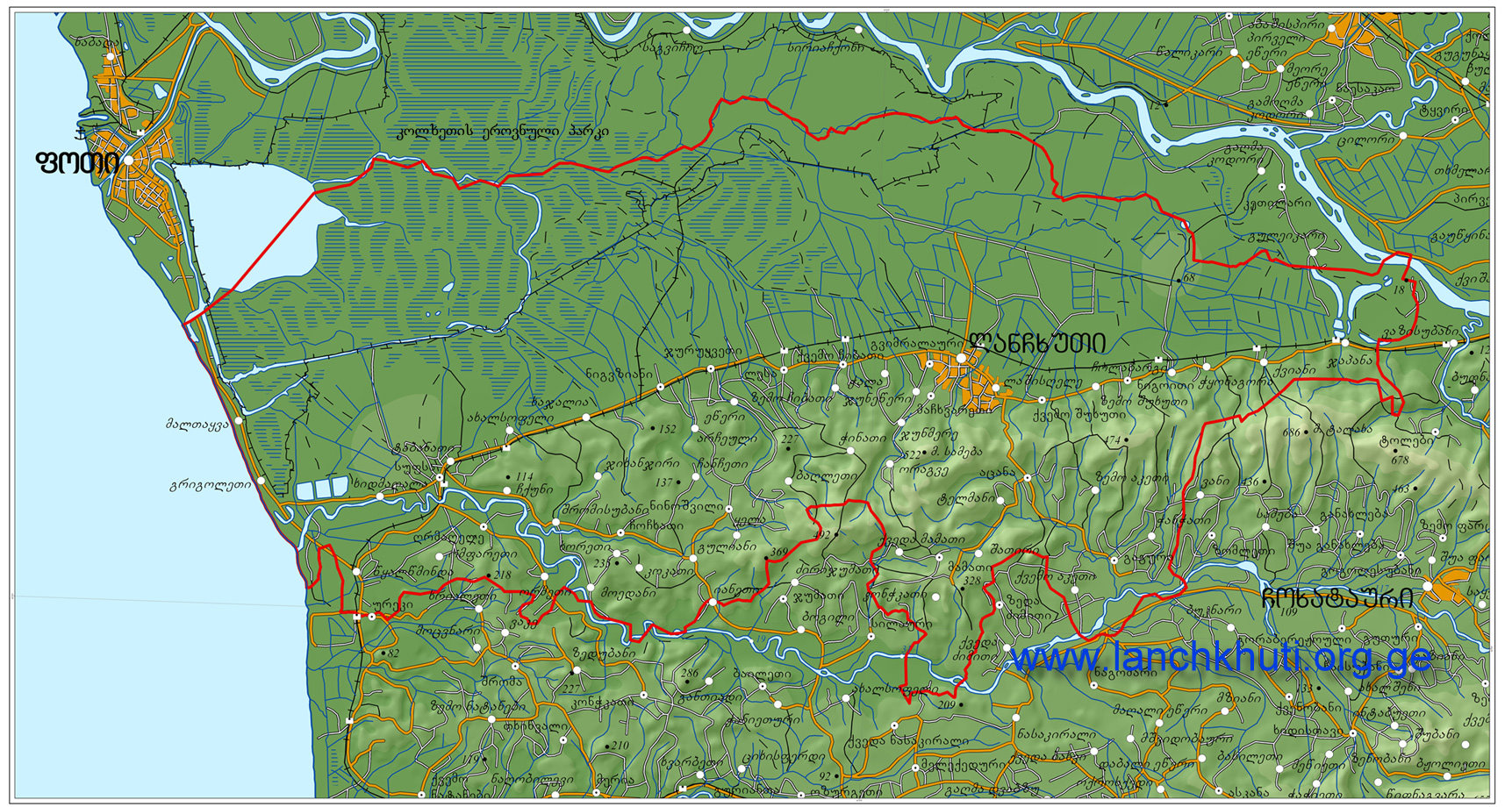
موقعیت جغرافیایی سوپسا